# Anextiomarus
Anextiomarus est une épithète celtique pour le dieu-soleil Apollon qui apparaît dans une inscription Britto-romaine de South Shields en Angleterre. La forme est une variante de Anextlomarus 'grand protecteur', un nom attesté dans une dédicace gallo-romaine fragmentaire du Mans. Anextlomarus est également attesté en tant que nom du père d'un homme gaulois à Langres, et une forme -divine- féminine, Anextlomara, apparaît dans deux autres dédicaces gallo-romaine à Avenches (en Suisse).

### Pages connexes
- Religion celtique
- Apollon